# Better (Guns N' Roses)
Better è un singolo del gruppo musicale statunitense Guns N' Roses, pubblicato il 17 novembre 2008 dalle etichette discografiche Geffen e Interscope Records. Si tratta del secondo singolo estratto dall'album Chinese Democracy, uscito in Italia il 21 novembre 2008.
Il brano è stato scritto da Axl Rose e Robin Finck e prodotto da Axl Rose insieme a Caram Costanzo.
Esistono due versioni di questa canzone, una quella estratta come singolo e una contenuta nell'album molto somiglianti ma diverse, la stessa cosa per l'altro singolo, Chinese Democracy.
Axl, nel 2008 ha rilasciato un'intervista in cui affermava che il video musicale di Better sarebbe uscito presto, sono passati più di 10 anni dall'uscita del disco e il video non è ancora stato rilasciato

## Tracce
Promo - CD-Single (Geffen GNRBETCDP1 (UMG)
1. Better - 4:57